# Hirondelle du Congo
Riparia congica
Espèce
Statut de conservation UICN

 LC  : Préoccupation mineure
L'Hirondelle du Congo (Riparia congica) est une espèce de passereaux de la famille des Hirundinidae. C'est une espèce monotypique (non subdivisée en sous-espèces).
Elle fréquente le littoral du fleuve Congo et la partie aval de la rivière Oubangui.